# A Noiva do Titã
A Noiva do Titã (japonês: 巨人族の花嫁, Hepburn: Kyojinzoku no Hanayome) é uma série de mangá japonesa escrita e ilustrada pelo artista ITKZ. Foi serializada na revista de mangá da web Screamo desde 2019 e foi publicada em dois volumes de tankōbon por Suiseisha. A série segue a relação entre Kōichi Mizuki, um estudante humano, e Caius Lao Vistaille, um príncipe gigante que convoca Kōichi para seu mundo.
A série foi adaptada para uma série de anime para televisão pelo Studio Hōkiboshi and Comet Company em 2020. Os episódios são transmitidos na plataforma de distribuição digital ComicFesta Anime. As versões de cada episódio editadas para remover conteúdo sexualmente explícito são transmitidas no Tokyo MX, YouTube e Niconico. As traduções para o inglês do mangá e do anime são distribuídas pela plataforma de distribuição digital Coolmic, que transmite simultaneamente a série de anime.

## Sinopse
O jogador de basquete do ensino médio Kōichi Mizuki é repentinamente convocado para um mundo povoado por gigantes. Ele é recebido por Caius Lao Vistaille, o príncipe do mundo, que imediatamente pede a Kōichi em casamento. 

## Mídia

### Mangá
A Noiva do Titã foi escrita e ilustrada por ITKZ. Foi serializado como uma história em quadrinhos digital pela editora Suieseisha sob seu rótulo Screamo desde 2019, e é publicada como volumes tankōbon publicados sob seu selo Glanz BL Comics. Uma tradução da série para o inglês é publicada pela plataforma de distribuição digital Coolmic.  
Em 18 de março de 2020, a editora Suiseisha de The Titan's Bride anunciou que a série seria adaptada para uma série de anime para televisão. A série é produzida pelo Studio Hōkiboshi and Comet Company, com a equipe de produção primária composta por Rei Ishikura como diretor, Eeyo Kurosaki como roteirista e Shinichi Yoshikawa como designer de personagem e diretor de animação chefe. O primeiro trailer da série foi lançado em 19 de junho de 2020.       